# Andrzej Gołoński

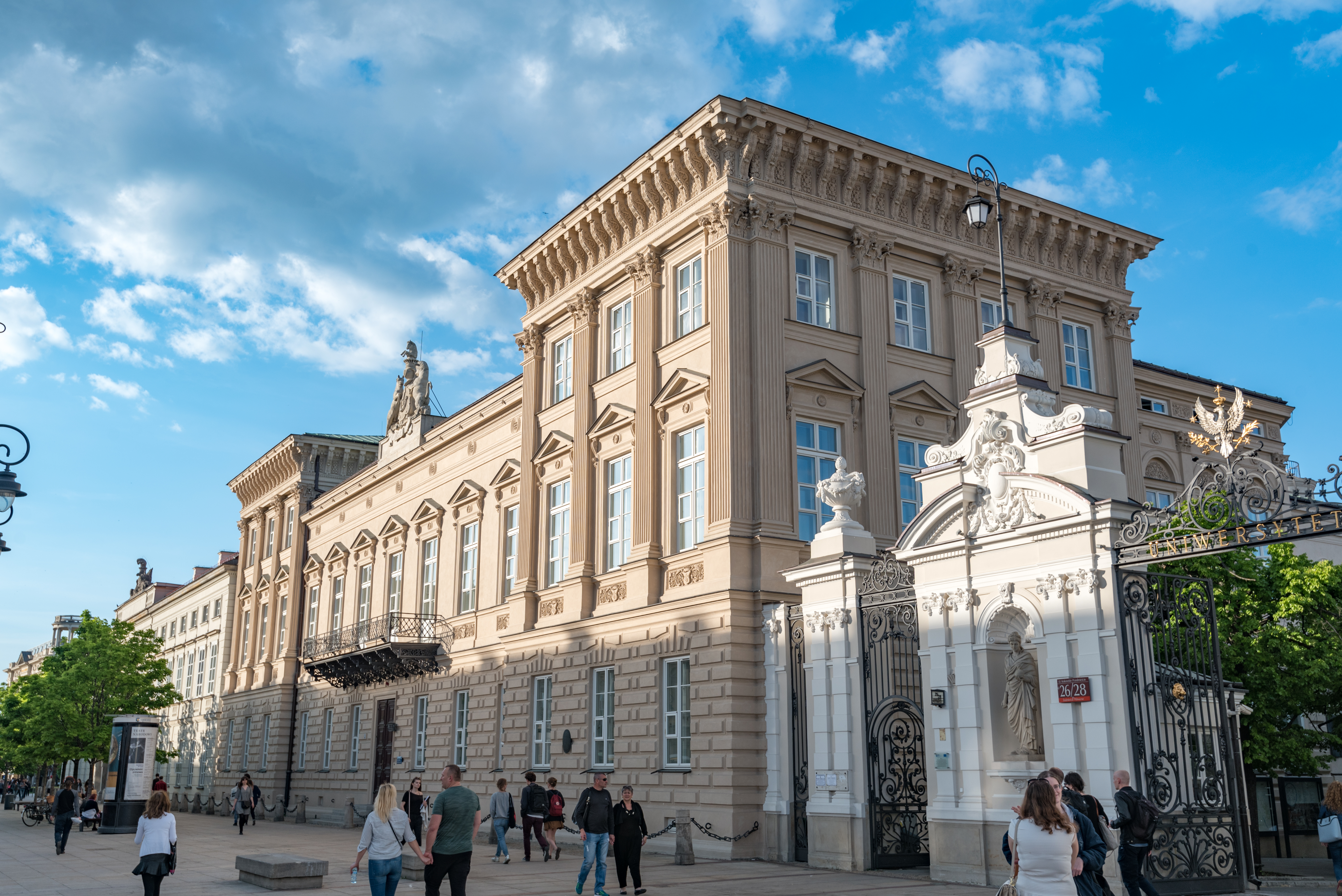
Pałac Uruskich-Czetwertyńskich w Warszawie

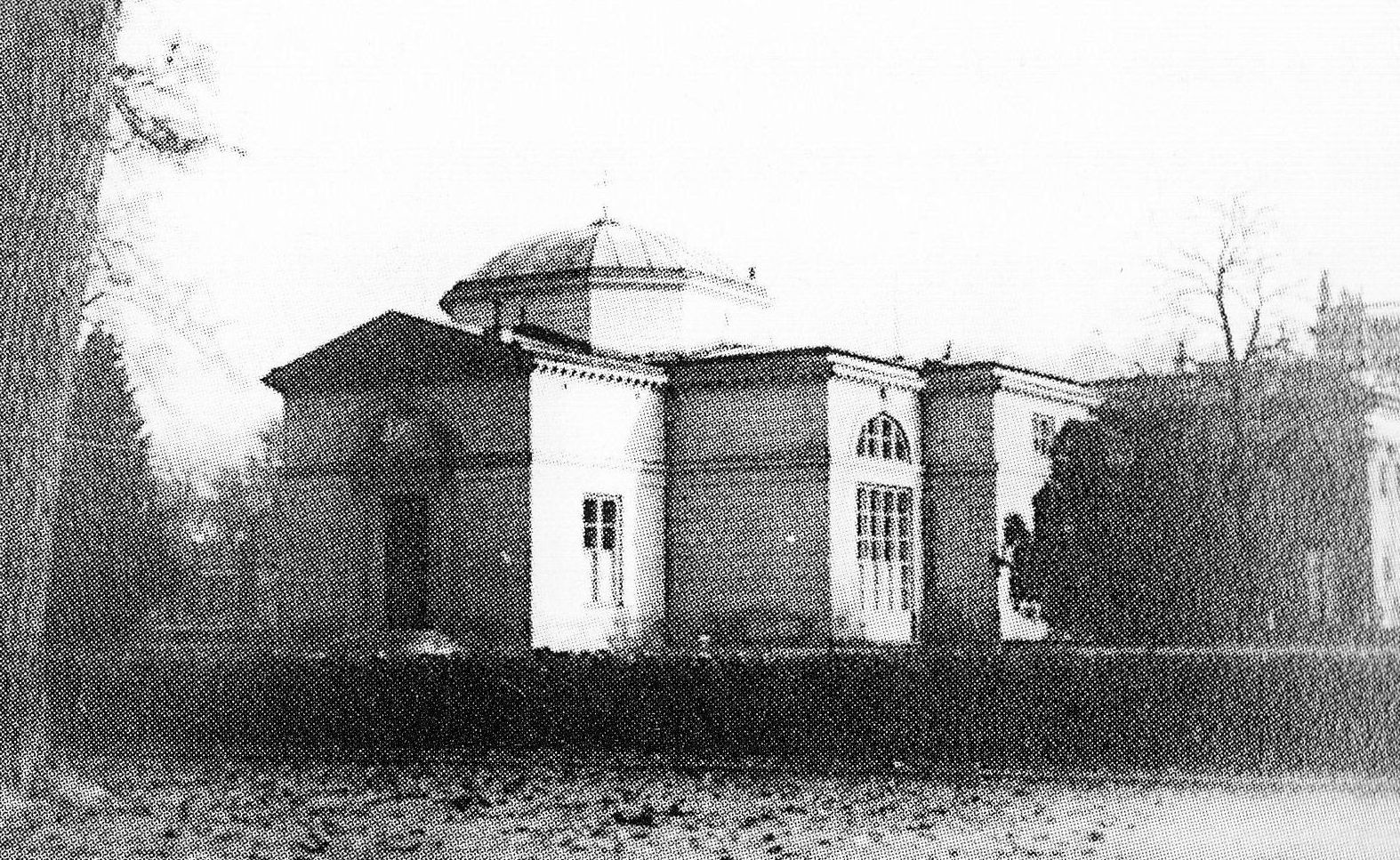
Cerkiew św. Aleksandra Newskiego w Łazienkach Królewskich

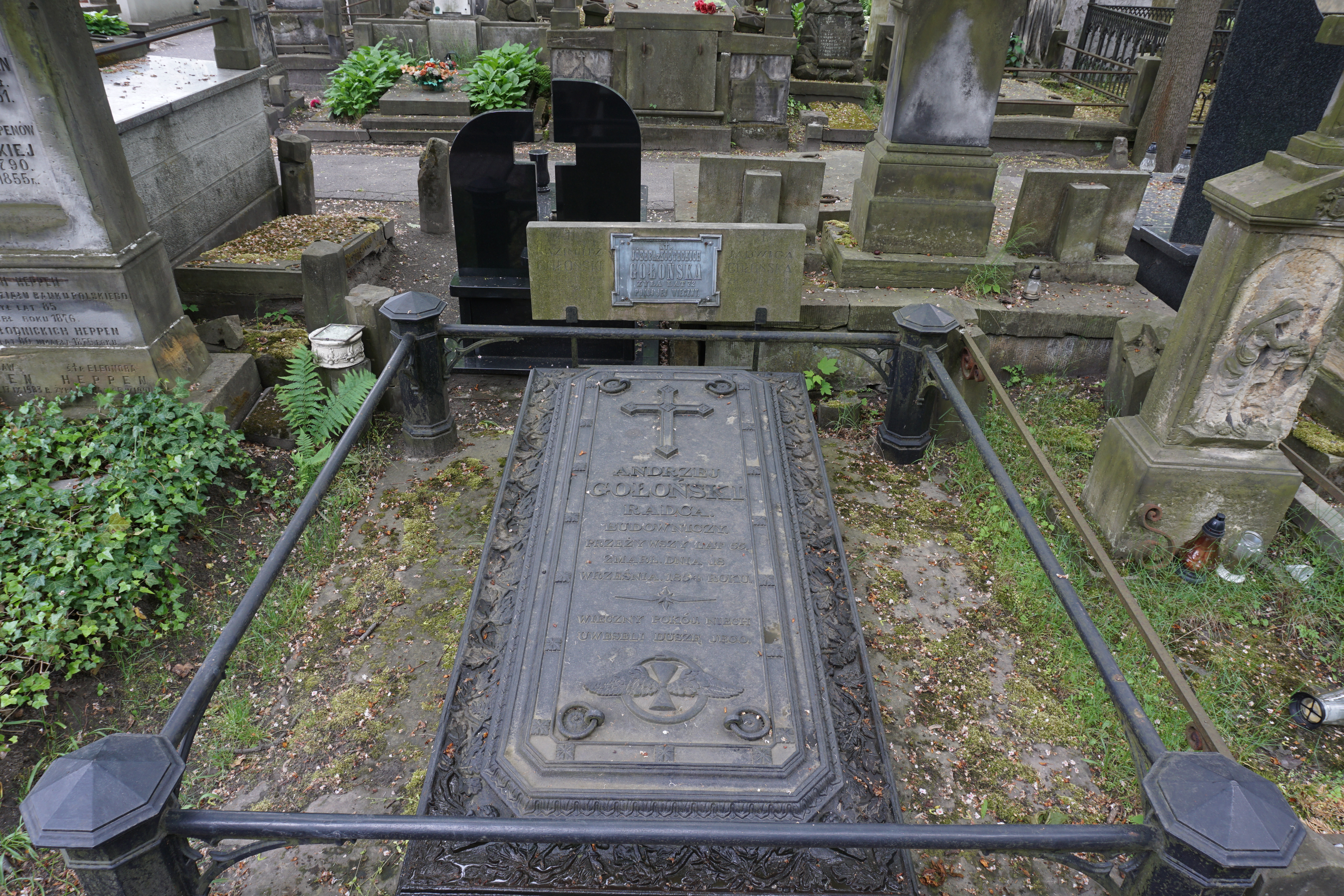
Grób Andrzeja Gołońskiego na cmentarzu Powązkowskim

Andrzej Gołoński (ur. 24 listopada 1799 we Włocławku, zm. 18 września 1854 w Warszawie – polski architekt, uczeń i współpracownik Jakuba Kubickiego.

## Życiorys
Studiował na Królewskim Uniwersytecie Warszawskim. Przedstawiciel późnego klasycyzmu, w swoich projektach stosował także formy gotyckie i renesansowe.
Pełnił funkcję budowniczego Wydziału Przemysłu i Handlu w Komisji Rządowej Spraw Wewnętrznych w Warszawie.
Został pochowany na cmentarzu Powązkowskim w Warszawie (kwatera 17, rząd 2, grób 5/6).

## Wybrane projekty
- cerkiew św. Aleksandra Newskiego na terenie Cytadeli Warszawskiej (1834–1835, nieistniejąca)[3]
- przebudowa kościoła oo. pijarów przy ul. Długiej w Warszawie na sobór katedralny Św. Trójcy (1835–1837)[4]
- cerkiew św. Aleksandra Newskiego w pałacu Na Wyspie w warszawskich Łazienkach Królewskich (1846, nieistniejąca)[5]
- pałac Uruskich-Czetwertyńskich w Warszawie (1844–1846)[6]
- pałac Badenich przy pl. Krasińskich w Warszawie (1837–1838, nieistniejący)[1]
- kościół parafialny w Jabłonnie Lackiej
- budynek szpitala w Grójcu